# صباح عطوان
صباح عطوان (1 يوليو 1946 -)، كاتب و مُخرج عراقي من مواليد مدينة الناصرية.

## حياته
بدأ حياته الفنية ممثلاً في مسرحية معن بن زائدة، في المسرح المدرسي، عام 1954.كتبَ أول مسرحياته عام 1960، بعدها شكلَ فرقة المسرح الشعبي، و التي دشنت أولى أعمالها بمسرحية حسن أفندي سنة 1965.

## أعماله

### تأليف

#### أفلام
- فيلم المتمردون 1968، إخراج: توفيق صالح، مساعد مخرج: نادر جلال، تمثيل: شكري سرحان[3]، توفيق الدقن، زيزي مصطفى، كمال حسين، سميرة محسن، أحمد الجزيري، حمدي أحمد، إسكندر منسي.[4]
- فيلم الباحثون 1978، تمثيل: كنعان وصفي، نزار السامرائي، خليل الرفاعي، طالب الفراتي.
- فيلم يوم آخر 1979، إخراج: صاحب حداد، تمثيل: شذى سالم، عواطف نعيم، طالب الفراتي، ناهدة الرماح، بهجت الجبوري، هاني هاني، راسم الجميلي، سامي العراقي، قائد النعماني.
- فيلم شيء من القوة 1988، إخراج: كارلو هارتيون، تمثيل: ليلى محمد، مقداد عبد الرضا، رياض شهيد، سعدية الزيدي، خليل شوقي.
- فيلم زمن الحب 1991، إخراج: كارلو هارتيون، تمثيل: بهجت الجبوري، خليل الرفاعي، طعمة التميمي، د.فاضل خليل، عواطف السلمان، أمل طه، محسن العلي.
- |1989 :الهجرة إلى الذات- فيلم تلفزيوني
- فيلم مكان في الغد 1991، تمثيل: سامي السراج، محمد حسين عبد الرحيم، مناف طالب، محسن العزاوي، هديل كامل، جواد الشكرجي.

#### مسلسلات
- مسلسل جرف الملح 1974، إخراج: إبراهيم عبد الجليل، تمثيل: عدنان إبراهيم، عبد المطلب السنيد.
- مسلسل الدواسر 1975.
- مسلسل أعماق الرغبة 1976.
- مسلسل المتمردون 1977.
- مسلسل جنوح العاطفة 1978.
- مسلسل فتاة في العشرين 1979، إخراج: عمانوئيل رسام، مساعد مخرج: غزوة الخالدي، تمثيل: شذى سالم، كامل القيسي، سامي عبد الحميد، عبد الواحد طه، سمير القاضي، سعدية الزيدي، سهام السبتي، منى سلمان، عواطف السلمان.
- مسلسل أيام ضائعة 1980.
- مسلسل أجنحة الثعالب 1983.
- حلم على الهامشتمثلية 1984
- مسلسل الهاجس 1984.
- مسلسل الأماني الضالة 1989[5]، إخراج: حسن حسني، تمثيل: عبد الجبار كاظم، فوزية عارف، جعفر السعدي، بهجت الجبوري، سعدية الزيدي، هناء محمد، محمود أبو العباس، بدري حسون فريد.
- مسلسل ذئاب الليل ج1 1990، إخراج: حسن حسني، تمثيل: سامي قفطان، جواد الشكرجي، حسن هادي، سهير أياد، فارس خليل شوقي، سناء عبد الرحمن، جلال كامل، طعمة التميمي.
- مسلسل عنفوان الأشياء 1995.
- مسلسل ذئاب الليل ج2 1996، إخراج: نبيل يوسف، تمثيل: بهجت الجبوري، محمد حسين عبد الرحيم، سامي قفطان، مقداد عبد الرضا، محمود أبو العباس، آسيا كمال، ريكاردوس يوسف، سناء عبد الرحمن، عبد الجبار كاظم.
- مسلسل عالم الست وهيبة 1998[6]، تمثيل: بهجت الجبوري، عبد الستار البصري، فوزية عارف، زهير محمد رشيد، إبتسام فريد، سامي قفطان، فوزية حسن، ميس كمر، تمارا محمود، عبير فريد.
- مسلسل رجل فوق الشبهات 2000.
- مسلسل هذا هو الحب 2001، تمثيل: بهجت الجبوري.
- القضية 283 مسلسل 2001 إخراج: جلال كامل
- مسلسل غرباء الليل 2008، إخراج: جلال كامل، مخرج مساعد: حسان رعد.

مسلسل باشاوات آخر زمن 2004، إخراج : فاروق القيسي
مسلسل عالم ست وهيبة جزء الثاني 2024
مسلسل أقوى من الحب  2024

#### مسرحيات
- مسرحية حسن أفندي 1965.
- مسرحية العاطفة و الاحتقار 1968.[1]
- مسرحية الجسر 1969.
- مسرحية قصر الشيخ 1970.
- مسرحية سيرك معاصر 2007، إخراج: عزيز خيون.

### إخراج
- مسرحية العاطفة و الاحتقار 1968.[1]
- مسرحية الجسر 1969.

## وصلات خارجية
- صباح عطوان على موقع قاعدة بيانات الأفلام العربية

- موقع الشبكة
- موقع الحوار المتمدن

## مواضيع ذات صلة
- التلفزيون العراقي
- السينما العراقية
- المسرح الوطني العراقي